# Gourbit
Gourbit település Franciaországban, Ariège megyében. Lakosainak száma 79 fő (2022. január 1.). Gourbit Génat, Lapège, Orus, Rabat-les-Trois-Seigneurs és Val-de-Sos községekkel határos.

## Népesség
A település népességének változása:
| Lakosok száma | 71   | 82   | 69   | 87   | 95   | 89   | 76   | 74   | 72   | 79   |
|               | 1968 | 1982 | 1990 | 2006 | 2013 | 2015 | 2017 | 2019 | 2020 | 2022 |